# Madalena (Vila Nova de Gaia)
Madalena ist eine Gemeinde im Nordwesten Portugals.
Madalena gehört zum Kreis Vila Nova de Gaia im Distrikt Porto, besitzt eine Fläche von 4,7 km² und hat 10.551 Einwohner (Stand 19. April 2021).
Madalena liegt an der Linha do Norte.